# 狂騒の20年代

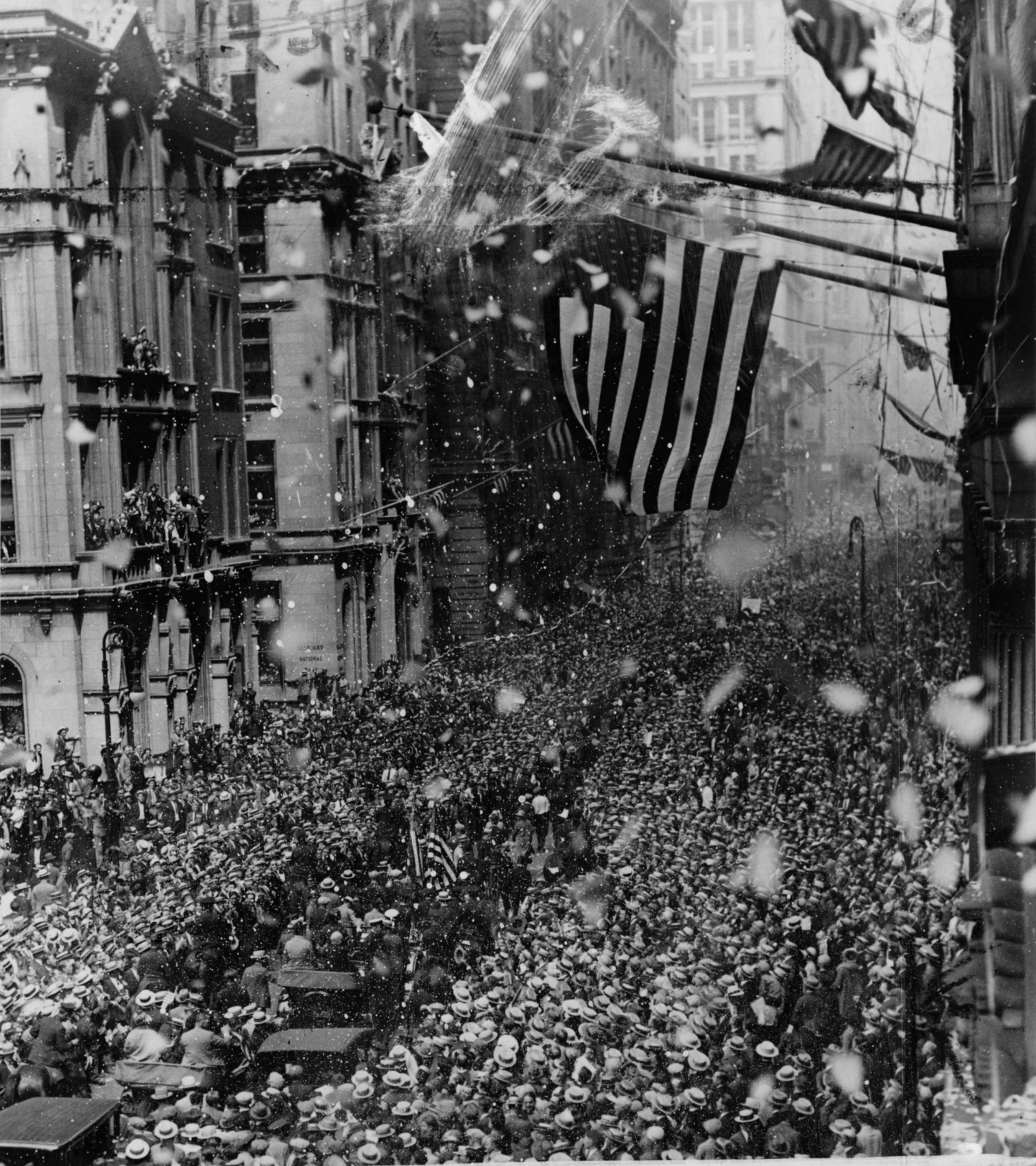
ニューヨーク〔1926年〕

狂騒の20年代（きょうそうのにじゅうねんだい、英: Roaring Twenties、ローリング・トゥウェンティーズ）または狂乱の20年代（きょうらんのにじゅうねんだい）とは、アメリカ合衆国の1920年代を表現する語である。

## 概要
アメリカ合衆国の1920年代を現す言葉であり、社会、芸術および文化の力強さを強調するものである。第一次世界大戦の後で「ノーマルシー（Normalcy）」（常態に復すること、アメリカ合衆国大統領ウォレン・ハーディングが1920年の選挙スローガンに使った）が政治に戻り、ジャズ・ミュージックが花開き、フラッパーが現代の女性を再定義し、アール・デコが頂点を迎え、最後は1929年のウォール街の暴落がこの時代の終わりを告げて世界恐慌の時代に入った。さらにこの時代は広範な重要性を持つ幾つかの発明、発見、前例の無いほどの製造業の成長と消費者需要と願望の加速、および生活様式の重大な変化で特徴付けられる。
狂騒の20年代と呼ばれる社会と社会的変動は北アメリカに始まり、第一次世界大戦後にヨーロッパに広がった。ヨーロッパはこの時代、大戦からの再建と莫大な人的損失に折り合いをつけることで費やされていた。アメリカ合衆国の経済はヨーロッパの経済との結び付きが強くなっていった。ドイツ革命後のドイツ国（ヴァイマル共和政）がもはや賠償金を払えなくなった時、ウォール街はアメリカの大量生産商品の大消費市場としてヨーロッパ経済が流動しておくようにヨーロッパの負債に大きな投資を行った。この10年間の半ばまでに、経済発展はヨーロッパで急上昇し、ドイツ国、イギリスおよびフランスで激発し、20年代後半は黄金の20年代（Golden Twenties）と呼ばれるようになった。フランスやカナダのフランス語圏では、狂乱の時代「レザネフォル」(Les Années folles) とも呼ばれている。
狂騒の20年代の精神は、現代性に関わる不連続性、すなわち伝統の破壊という一般的な感覚が特徴である。あらゆるものが現代技術を通じて実現可能に思われた。特に自動車、映画およびラジオのような新技術が、大衆の大半に「現代性」を植えつけた。形式的で装飾的で余分なものは実用性のために落とされ、建築や日常生活の面に及んだ。同時に、まだ大衆の心に残っていた第一次世界大戦の恐怖への反動として、娯楽、面白みおよび軽快さがジャズやダンスに取り込まれた。そのためこの時代はジャズ・エイジと呼ばれることもある。

## 経済
狂騒の20年代は、多岐にわたる新しい大衆向け消費財の導入で駆り立てられた、大きな経済的繁栄の時代として捉えられるのがこれまでのやり方である。北アメリカ、特にアメリカ合衆国の経済は戦時経済から平和時の経済に移行し、その結果活況となった。イギリスに代わって世界の工場となったアメリカ合衆国は、世界で最も富める国としての立場を強化し、製造業は大量生産を行い、社会は大量消費時代に入った。一方で第一次世界大戦の主戦場となったヨーロッパでは、1924年まで経済の繁栄は始まらなかった。
この社会、経済および技術の進歩にも拘らず、アフリカ系アメリカ人、新たにやってきた移民、出稼ぎを含む農夫、さらには労働者階級の大半は、この期間の恩恵を大して受けなかった。事実、1家族1年あたり2,000ドルという貧困線以下で暮らす人々が何百万人もいた。
世界恐慌が狂騒の20年代と1930年代の概念との間に一線を引いている。狂騒の20年代を始めさせた第一次世界大戦後の希望に溢れた状態は、その後の時代の衰退する経済の困難さに道を譲った。

1920年から1940年のGDP推移、10億不変ドル

### 復員
第一次世界大戦が終わると、兵士達は可処分所得を持ってアメリカ合衆国やカナダに復員し、市場にはそれを消費するための新製品が待っていた。最初は、戦時生産の減少で短期間だが深い不況が訪れた。これは第一次世界大戦後不況と呼ばれている（戦後恐慌のひとつ）。しかし、アメリカ合衆国とカナダの経済は、復員した兵士達が労働力として復帰し、工場が一新されて大衆消費財を生産するようになると直ぐに立ち直った。

### 経済政策
1920年代は供給側の経済政策によって増加する大衆消費と経済成長の10年間だった。アメリカの戦後かつ進歩主義時代後の政治環境では保守的な共和党政権が3期続いた。3期共に政府と大企業の間の密接な関係を固める中道的姿勢を採った。ウォレン・ハーディング大統領が1921年に就任したとき、国の経済は不況の底にあり、失業率は悪性インフレの後で20 %にも達した。ハーディングは国債を減らし、減税し、農産物の利益を守り、移民を制限することを提案した。ハーディングはその実現まで生きてはいなかったが、その政策の大半を議会が通した。これらの政策によりクーリッジ時代の「ブーム」を呼ぶことになった。ハーディングおよびクーリッジ政権が主導権を取った主要な事項の1つは、第一次世界大戦に引き上げられていた富裕者への所得税を元に戻すことだった。金持ちへの重税負担は経済を鈍化させ、実際に税収入を減らすものと考えられた。この減税はクーリッジ政権で行われた。さらにクーリッジは、民間企業に政府が介入することを一定して阻止した。ハーディングとクーリッジの管理方法で、この10年間の大半を通じて経済成長を持続させたが、この期間の自信過剰が株式市場の崩壊と世界恐慌に繋がる投機バブルを呼んだ。活動主体であるよりも調停者としての政府の役割はハーバート・フーヴァー政権でも続いた。1929年に株式市場が崩壊したとき、フーヴァーの経済問題補佐官アンドリュー・メロンは、それが市場の潜在的に健全な操作だと見なした。フーヴァーは実業家達を協議の場に呼び出し協調させることで危機に反応させるよう働きかけた。移民制限を肯定し、キャピタル・ゲイン課税を削減した。不幸なことに事業をその自助努力で解決させようという試みは事態を改善させなかった。フーヴァーは最後はそれ以上動かそうとし始めたが、当初の流れを止めるための自助努力策は働かなかった。狂騒の20年代の遺産は、指導者達が10年間の終わりに待機していた惨事を予見しそれを防ぐ行動をとるための能力の無さで染められた。
保守主義者の中には政府が自由放任経済政策を追求しなかったという反対の立場を採る者がいる。むしろ連邦議会からの政治的主導力が明らかに識別できる集団にとって経済的恩恵を生み出した特別の利益計画の方に向けられ、そのような主導力は政府の活動範囲と権限を拡張させたということである。所得税が1913年に設定されたとき、限界税率は最高7 %だった。これが1916年には77 %にまで引き上げられ、第一次世界大戦の戦費を賄った。1925年には最高税率が25 %まで引き下げられた。1920年代の「ノーマルシー」によって、第一次世界大戦より前、進歩主義の時代よりもかなり高い水準で歳費と税金は維持された。1929年から1933年に掛けてのフーヴァー政権下では、一人当たりの実質歳費は88 %増加した。
1920年から1921年に掛けて痛切な戦後不況があり、その後1920年代を通じての長い回復があった。連邦準備制度と呼ばれる連邦政府の1機関が、大銀行に有利な市場より低い利率と低い自己資本比率を設定することで貸付を拡大し、不況後の期間に通貨供給量は実質約60 %増加した。「信用買い」という言葉がこの時代にアメリカ人の語彙の中に入り、上昇する株式市場や拡張する貸付の利点を取るためにより多くのアメリカ人が能力（実体経済）以上に背伸びするようになっていった。
しかし、1929年、連邦準備制度理事会は金融緩和政策を維持できなくなったことを認識した。理事会が金利を上げ始めたときに、砂上の楼閣が崩壊した。株式市場が崩壊し、金融恐慌が始まった。

### 新製品、新技術
大量生産は技術を中層階級の手の届くところにもたらした。この時代にどこにでもあるようになった装置の多くは戦前に開発されていたが、大衆には手が届かなかった。自動車、映画、ラジオおよび化学工業が1920年代に急成長した。その中でも自動車産業は重要だった。戦前、自動車は贅沢品だった。1920年代、大量生産された自動車はアメリカやカナダで普通のものになった。1927年までに、ヘンリー・フォードは1,500万台のモデルTを販売した。カナダ全土で1918年には30万台の自動車が登録されているだけだったが、1929年までにその数は190万台になった。自動車産業の影響は広く広がり、ガソリンスタンド、モーテルおよび石油産業といった異なる経済分野にまで及んだ。
ラジオは最初の大衆放送メディアとなった。ラジオは誰でも購入でき、その娯楽性は革命的だった。ラジオは大量消費市場の代表になった。その経済的重要さはこの時代以降の社会を支配する大衆文化に繋がった。ラジオの黄金時代には、そのプログラムは今日のテレビのような多様さを見せた。1927年、連邦ラジオ委員会の設立で新たな規制の時代になった。
初期の映画の前に現れた広告映画は既に大衆市場にブームを呼んでいた。1930年代から1940年代の「映画の黄金時代」は、1900年代の短い無声映画の時代から発展してきた。ラジオと同様、映画も大衆向けメディアだった。映画を見ることは他の娯楽に比べて安価であり、工場労働者などブルーカラーでも支出できた。

### 新しいインフラ
新技術は以前には無かった新しいインフラへの需要を創ったが、これらは多く連邦政府が負担した。道路建設は自動車産業の発展に不可欠だった。高規格道路に転換されるものがあれば、フリーウェイも建設された。有り余る金を持ち消費を望む階級（ Nouveau riche=成金）が現れ、自動車を含め消費財の需要を高めた。
電力開発は戦中に鈍化していたが、アメリカとカナダの多くの地域が電力格子（発電、送電、分電のネットワーク）に加わり、大きな進展を見た。製造業の大半はエネルギー源を石炭から電力に切り替えた。同時に新しい発電所が建設された。アメリカでは、電力発電量がほぼ4倍にもなった。
電話線も大陸中に張り巡らされていった。家庭用水道や近代的下水道システムが多くの地域で初めて導入された。
これらインフラに関する計画の大半はカナダでもアメリカでも地方政府に任された。地方政府の大半はこれらインフラの投資が将来引き合うものという想定で大きな負債を抱えた。これが世界恐慌の間に問題となった。カナダとアメリカはどちらも、連邦政府は反対のことをやり、この10年間は戦債を減らし、戦中に導入された税金を幾らか減らした。

### 都市化
都市化は1920年代に頂点に達した。アメリカとカナダで人口2,500人以上の都市に住む人口が初めて田舎の小さな町に住む人口を越えた。しかし、その中でも大都市に惹かれる人が多く、人口の約15 %に達した。ニューヨークとシカゴはその摩天楼建設を競い、ニューヨークはクライスラービルやエンパイアステートビルで先行した。金融と保険産業の規模は2倍、3倍になった。現代のホワイトカラーの基本様式は19世紀後半に創られていたが、大中都市ではその生活標準になった。タイプライター、書類ファイリングおよび電話の仕事で未婚の女性が事務職に就いた。カナダではこの10年間の末には労働者の5人に1人が女性になった。成長速度の高い都市は中西部や五大湖地域にあり、シカゴやトロントがその代表だった。これらの都市は背後に広大な農業用地を抱えている故に繁栄した。西海岸の都市は1914年のパナマ運河の開通で恩恵を受けるようになった。

## 文化

### 参政権
1920年8月18日、テネシー州がアメリカ合衆国憲法修正第19条を批准する36番目の州となり、女性の参政権が認められた。選挙権における平等は女性の権利運動で画期的な時となった。

### 失われた世代
失われた世代とは第一次世界大戦に遭遇して、世界に幻滅し冷笑的になった若い人々だった。この言葉は一般に当時パリに住んだアメリカ文学の著名人を指して使われた。主な者としてアーネスト・ヘミングウェイ、F・スコット・フィッツジェラルドおよびガートルード・スタインがいた。

### 社会批判家
1920年代の平均的アメリカ人が富と毎日の贅沢さにより心を奪われてくるにつれて、ある者は見てきた偽善や貪欲さを皮肉るようになった。これら社会批判の中で、シンクレア・ルイスが最も人気があった。その1920年の小説『本町通り（メインストリート）』は中西部の町の住人の怠惰で無知な生活を風刺した。続けて出した『バビット』では、中年の事業家がその安全な生活と家族に反抗し、若い世代が自分と同じように偽善的であることを認識する結果に終わる。ルイスは『エルマー・ガントリー』"で宗教を風刺し、小さな町に宗教を販売する福音伝道者と徒党を組む詐欺師を追った。

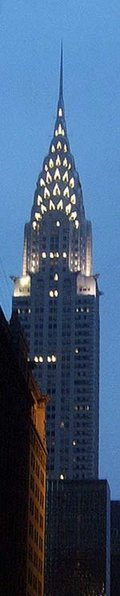
新しい建築様式の頂点。ニューヨーク市のクライスラービルはヨーロッパのアール・デコの波がアメリカに到達した後に建設された。

その他の社会批評家にはシャーウッド・アンダーソン、イーディス・ウォートンおよびH・L・メンケンがいた。アンダーソンは『ワインズバーグ・オハイオ』と題する短編集を出版し、小さな町の力学を研究した。ウォートンは1927年出版の『トワイライト・スリープ』のような小説を通じて新時代の流行を嘲笑した。メンケンは多くの随筆や記事でアメリカ人の嗜好と文化の狭さを批判した。

### アール・デコ
アール・デコはこの時代を画したデザインと建築様式だった。ベルギーに端を発し、西ヨーロッパの他地域、さらに1920年代半ばには北アメリカに広がった。
アメリカでは当時世界一の高さを誇った建物であるクライスラービルのように、最も注目を集めたビルがこの様式を採って建設された。アール・デコの特徴は単純で幾何学的であるが、芸術家達は自然から発想を得ることが多かったと言われる。初めは曲線が用いられたが、後には直線的な設計が人気を呼ぶようになった。

### 表現主義とシュルレアリスム
1920年代北アメリカの絵画はヨーロッパとは異なる方向に発展した。ヨーロッパの1920年代は表現主義の時代であり、後にシュルレアリスムとなった。マン・レイが特徴ある『ニューヨーク・ダダ』を出版した後の1920年に述べているように「ダダはニューヨークでは生きて行けない」であった。

### 映画

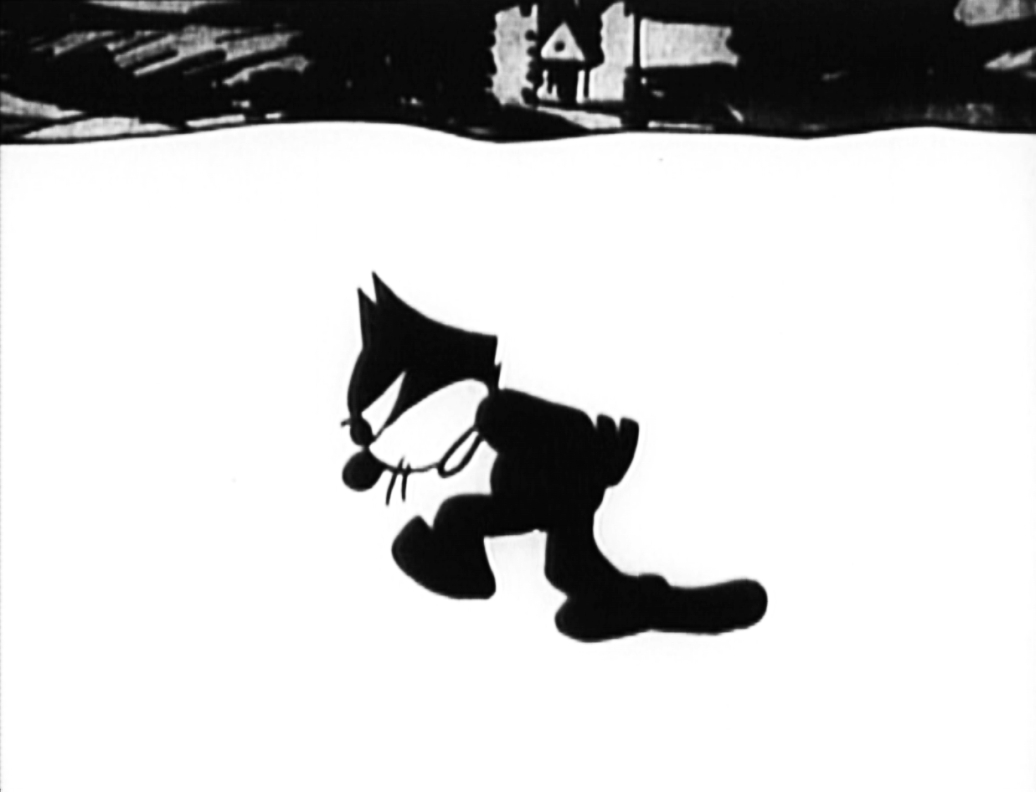
1920年代に人気があった漫画主人公フィリックスの有名な歩き方

この10年間の初めには、映画は無声で白黒だった。1922年最初の総天然色映画『恋の睡蓮』(The Toll of the Sea)が封切られた。1923年には、リー・ド・フォレストが、ニューヨークのリボリ劇場にて世界初の音声付きの短編映画を公開した。1926年、ワーナー・ブラザースは長編映画としては最初の効果音と音楽を入れた『ドン・フアン』を公開した。同じ年にフライシャー兄弟が世界初の音声付きの短編漫画映画『懐かしきケンタッキーの我が家』を公開した。1927年、ワーナーは初めてある程度のセリフを含む音声を入れた『ジャズ・シンガー』を公開した。
大衆はトーキーに熱狂し、映画館はほとんど終夜興行となった。1928年、ワーナーは総音声入り映画『紐育の灯』を公開した。ワーナーはこの10年代の最後、1929年に最初の総天然色、総音声入り映画『オン・ウィズ・ザ・ショー』を封切った。

### ハーレム・ルネサンス
アフリカ系アメリカ人の文学と美術の文化が、ハーレム・ルネサンスの旗の下で1920年代に急速に発展した。1921年、ブラックスワン・レコード会社が開設された。多い時は月に10曲を発売した。出演者全員がアフリカ系アメリカ人のミュージカルも1921年に始まった。1923年、ハーレム・ルネッサンス・バスケットボール・クラブがボブ・ダグラスによって創設された。1920年代後半と特に1920年代にはそのバスケットボール・クラブが世界最高のものとして知られるようになった。
『オポチュニティ』創刊号が出版された。アフリカ系アメリカ人戯曲家ウィリス・リチャードソンがフレイジー劇場（別名ウォラックス劇場）でデビュー作『チップ・ウーマンズ・フォーチュン』を発表した。ラングストン・ヒューズやゾラ・ニール・ハーストンのような著名なアフリカ系アメリカ人作家が、1920年代に全国の大衆に認識されるレベルまで達し始めた。アフリカ系アメリカ人文化はジャズの隆盛に大きく貢献した。

### ジャズ・エイジ
アメリカ合衆国で最初の商業ラジオ放送局 KDKA が1922年にピッツバーグで放送を開始した。ラジオ局はその後かなりの率で急増し、それと共にジャズの人気が拡がった。ジャズは現代的で、洗練されまたデカダン（退廃）的なもの全てに関わり始めた。男性はこの10年間でも最も人気のあったレコード歌手、ハロルド・スクラッピー・ランバートのように高音で歌う傾向があった。
今日大衆が「ジャズ」と考える音楽は社会的少数者によって演奏されていた。1920年代、大衆の多数は今日「スウィート・ミュージック」と呼ぶものに聴き入り、ハードコア・ジャズは「ホット・ミュージック」あるいは「レイス・ミュージック」に分類された。ルイ・アームストロングは単一の旋律を即興と終わりの無い変化形で歌って一世を風靡し、意味をなさない音節が歌われるあるいは発声される即興的歌唱法であるスキャットを広め、時にはステージにいる他の音楽家とのコールアンドレスポンスの一部に用いた。シドニー・ベチェットはクラリネットのほかにサクソフォーンを大衆化した。ダンス会場はプロの音楽家の需要を増し、ジャズはフォー・バイ・フォー・ビートのダンス音楽を採用した。タップダンサーがヴォードヴィル劇場、外の街頭あるいは伴奏楽団の人々を楽しませた。狂騒の20年代の終わりにデューク・エリントンがビッグバンドの時代を始めた。

### ダンス
1920年代を初めとして、全米の舞踏場がダンス競技会を開催し、そこでは踊り手たちが新しい動きを発明し、試み、競った。プロの踊り手は全米のヴォードヴィル巡業を通じて当時のタップダンスや他のダンスの腕を磨き始めた。電灯が夜の社交娯楽をより快適なものにし、ダンスホールやライブミュージックの時代を生じさせた。人気の高いダンスはフォックストロット、ワルツおよびタンゴであり、チャールストンやリンディ・ホップがあった。
ニューヨークのハーレムはダンス・スタイルの発展に重要な役割を果たした。幾つかの娯楽会場では、あらゆる階層、あらゆる人種およびあらゆる階級の人々が集まった。有名なコットン・クラブは黒人の出演者を雇用する一方で、顧客のほとんどは白人で、黒人客の入場はほとんどの場合禁止されていた。サヴォイ・ボールルームは大半が黒人の常連を楽しませた。
1920年代初期から様々な風変わりなダンスが開発された。これらの中でも最初のものはブレーカウェイとチャールストンだった。広く親しまれたブルースを含め、どれもアフリカ系アメリカ人の音楽様式とビートに基づいていた。チャールストンの人気は1922年にブロードウェイの2つのショーに乗せられて爆発した。アポロ・シアターで始まったブラック・ボトムの短期間の熱狂は1926年から1927年のダンスホールを席捲し、人気度でチャールストンを抜いた。1927年までにブレーカウェイとチャールストンに基づきタップの要素も取り入れたダンスであるリンディ・ホップが人気ある社交ダンスになった。サヴォイ・ボールルームで開発され、ストライドピアノのラグタイム・ジャズに適用された。リンディ・ホップは10年間以上人気を保ち、その後スウィング・ダンスに変わって行った。それでもこれらのダンスは主流となることはなく、この10年間の圧倒的多数の人々はフォックストロット、ワルツおよびタンゴを踊り続けた。

### ファッション
映画や雑誌の表紙に飾られた1920年代の若い女性のファッションはお固いヴィクトリア朝生活様式からの断絶としてのトレンドと社会的声明だった。これら若く、敬虔で中流階級の女性は古い世代から「フラッパー」（現代娘）と呼ばれ、コルセットを外し、細身の膝丈のドレスを着用し、腕や足を露出させた。この10年代の髪型は顎までの長さのおかっぱであり、その中にも幾つか人気のある変化形があった。化粧は1920年代まで娼婦と関連付けられるためにアメリカの社交界では受け付けられないのが通常だったが、この時代に初めて強く人気を集めた。

### 女性の役割の変化
1920年に憲法修正19条が成立すると、女性は遂に長い間求めて戦ってきた政治的平等を勝ち取った。20年代の「新しい」女性とそれ以前の世代との間に世代間差が形成され始めた。修正19条以前、フェミニストは通常、女性は経歴を積むか、夫と家庭を持つかのどちらかを選ばざるをえず、本質的に両方を追求することはできないと考えていた。この考え方が20年代に変化し始め、より多くの女性がその経歴で成功するだけでなく、家庭も持ちたいと望み始めた。「新しい」女性は20世紀初めの進歩主義時代の女性よりも社会奉仕を選ばなくなり、時代の資本主義的精神に合わせて、競合することを切望し個人的達成感を見出すことを望んだ。
1920年代には働く女性に著しい変化が起こった。第一次世界大戦中、男性が大量に従軍したため、一時的に女性が、かつては不適切と考えられていた化学、自動車および鉄鋼製造などの製造業に入ることが認められた。歴史的に工場労働から締め出されていた黒人女性が低い賃金を受け入れ、居なくなった移民労働者や重労働の代わりをする者として、第一次世界大戦中の製造業に働く場所を見つけ始めた。しかし、第一次世界大戦中の他の女性と同様、その成功は一時的であり、黒人女性も戦争が終わればその工場労働の職から締め出された。1920年、黒人女性労働者の75%は農業労働者、家庭内労働者および洗濯労働者だった。20世紀の初めに成立した法律は、多くの工場に労働時間を短縮させ最低賃金を払うように強制した。このことで1920年代の焦点は需要に見合う労働生産性に移った。工場はスピードアップとボーナスの仕組みで、労働者により速く効率的に生産することを奨励した。これが工場労働者に対する圧力を増した。工場で働く女性たちの労働条件は楽ではなかったが、1920年代の好況は低層階級にもより多くの働く機会を意味した。多くの若い女性が職を求め、あるいは職業訓練を受けることを奨励され、社会の流動性に繋がった。
選挙権を獲得したことでフェミニズム運動の焦点を定め直す必要が生じた。全国女性党のような団体は政治的闘争を継続し、1923年に男女平等憲法修正案を提案し、女性を差別する性差を使った法の撤廃のために活動した。しかし、多くの女性はその焦点を政治から伝統的な女性性の定義を覆すことに移した。
特に若い女性はその身体に対する権利主張を始め、その世代の性的解放に参加した。性の考え方における変化を加速した観念の多くは既に第一次世界大戦前のニューヨーク知識人界で、ジークムント・フロイト、ハブロック・エリスおよびエレン・キーの著作と共に流通していた。そこでは、性が人間経験の中心であるだけでなく、女性は人的衝動を持った性的存在であり、男性と同じように願望を持ち、これら衝動を抑えることは自己破壊的と考える者が現れていた。1920年代までにこれらの観念が主流となって浸透していた。
1920年代には男女共学も進み、女子学生が大規模な州立のカレッジや大学へ入学し始めた。女性は主流である中流階級の経験を始めるようになったが、社会の中で性差のある役割を受け入れていた。典型的な女性は家政学、「夫と妻」、「母性」および「経済単位としての家族」のような科目を選んだ。保守化の傾向が強まった戦後の時代にあって、若い女性が適した夫を見付けるために大学に入るのが普通になった。性的解放の観念に加速されて大学のキャンパスにデートが主要な変化を与えた。自動車の出現で、男女交際はより私的な状況で起こった。「ペッティング」という性交無しの性的関係が学生達の規範になった。
女性が快楽や性に関するより多くの知識を得たにも拘わらず、20年代という解放された資本主義の10年間は「女らしさの神話」も生んだ。そのことにより、あらゆる女性が結婚を望み、あらゆる善良な女性は家に子供達と留まり、料理や掃除をし、最良の女性となるとこれらのことをした上に、その購買力を自由に行使し、出来る限りその家庭や家を良くすることに関わった。このことで多くの主婦は苛立ち、不満を覚えるようになった。

### 少数派とホモセクシャル
都会では、少数派が以前に扱われていたよりもより平等に扱われるようになった。これはこの10年間に公開された映画の幾つかに影響された。例えば1929年の『レッドスキン』や『神の息子』は先住民族やアジア系アメリカ人に同情的であり、公然と社会的偏見を非難した。劇場や映画では黒人と白人が初めて共演するようになった。ナイトクラブに行き、白人と社会的少数者がダンスをし、会食することが可能になった。ポピュラーソングでは社会が新たにホモセクシャルを受け入れていることのおかしみを衝いた。これらの曲の中に『男っぽい女、女っぽい男』というのがある。1926年に発売され、当時の多くの歌手によってレコード化された。次のような歌詞がある。
| Masculine women, Feminine men Which is the rooster, which is the hen? It's hard to tell 'em apart today! And, say! Sister is busy learning to shave, Brother just loves his permanent wave, It's hard to tell 'em apart today! Hey, hey! Girls were girls and boys were boys when I was a tot, Now we don't know who is who, or even what's what! Knickers and trousers, baggy and wide, Nobody knows who's walking inside, Those masculine women and feminine men! | 男っぽい女、女っぽい男 どちらがオンドリでどちらがメンドリ？ 今ではそれを見分けられない 姉さんはひげ剃りを習うことで忙しく 兄さんはパーマの巻き毛を愛してる 今ではそれを見分けられない 私が教えられたのは少女は少女で少年は少年 今では誰が誰なのか何が何なのか分からない ニッカーとズボン、ダブダブで広幅 それに包まれて歩く人を誰も分からない 男っぽい女と女っぽい男！ |

ホモセクシャルは1960年代まで2度と見られなかったようなレベルまで受容されるようになった。1930年代初期まで、ゲイバーが公然と運営され、「パンジークラブ」と一般に呼ばれた。この10年間の相対的自由さは、興行成績を上げる人気スターNo.1と常に新聞や雑誌で名前を挙げられた俳優ウィリアム・ヘインズが、その愛人ジミー・シールズとのゲイ関係で公然と生活した事実で表されている。この時代にはその他にもアラ・ナジモヴァやラモン・ノヴァロのようなゲイの人気がある俳優あるいは女優がいた。1927年、メイ・ウエストが『ザ・ドラッグ』という題のホモセクシャルに関わる戯曲を書き、カール・ハインリッヒ・ウルリッヒの作品への言及を仄めかした。これは興行的に成功した。ウエストは性について語ることを基本的人権の問題と見なし、ゲイの権利についても初期の提唱者となった。1930年代に保守的風潮が戻ると、大衆はホモセクシャルに不寛容となり、ゲイの俳優達は引退するかその性的指向を隠すことに合意するかを選ぶしかなかった。

## 社会

### 移民法
アメリカ合衆国、および程度は低いもののカナダはより外国人嫌悪の傾向を強め、少なくとも移民を排斥した。アメリカの1924年移民法では、1890年国勢調査でのアメリカ合衆国全人口の2%がある国からの移民である場合に、その国からの新たな移民を制限した（アフリカ系アメリカ人は除く）。このために、20世紀初めの20年間にアメリカにやってきたヨーロッパ人の大量流入は大幅に減少した。アジア人やインド国籍を持つ者は移民を禁じられた。1913年にカリフォルニア州で成立したウェブ・ヘイニー法の様な外国人土地法は、アメリカ合衆国の市民権を得る権利のない外国人にはカリフォルニア州の土地を所有する権利が無いとした（アメリカ合衆国が支配していたフィリピン人は除外された）。これはまた、上記の外国人に土地を賃貸する場合も最長3年間に制限した。多くの日本人移民すなわち日系1世は、アメリカ生まれの子供達すなわち誕生と同時にアメリカ市民となった2世に土地の所有権を移すことでこの法を回避した。他にも11州が同様な法を成立させた。
カナダでは、1923年中国人移民法で、アジアからのほとんど全ての移民を制限した。その他にも南欧や東欧からの移民を制限する法を作った。日米紳士協約では日本人移民が国内に入ることを妨げる権利をアメリカに与えた。

### 禁酒法
1920年、様々な社会問題を軽減する試みとして、アメリカ合衆国憲法修正第18条によりアルコールの製造、販売および輸出入が禁じられた。これは禁酒法と呼ばれるようになった。これは教会や「アンチサルーン同盟」のような同盟者によって大いに支持されたボルステッド法を通じて法制化された。禁酒法下でもアメリカ人が引き続き酒類を望んだことにより、シカゴのアル・カポネに代表される全米の密輸とギャングの組織による組織犯罪の勃興に繋がった。カナダでは、当時短期間のみ全国的に禁酒が強制されたが、それでもアメリカの禁酒法は重大な衝撃を与えた。

### スピークイージーの隆盛
スピークイージー（潜り酒場）は、禁酒法時代が進行し、ラッキー・ルチアーノ、アル・カポネ、モー・ダリッツ、ジョゼフ・アルディッツォーネ、サム・マチェオのようなギャングが増えるにつれて、人気を呼び数も増えていった。それらは組織犯罪や酒類密輸と結びついて運営されるのが普通だった。警察や連邦政府はそのような組織を襲い、小者や密貿易業者の多くを逮捕したが、滅多にボスまで辿り着くことは無かった。スピークイージーを運営する事業は大変魅力的であり、そのような組織は国中で繁盛を続けた。大都市ではスピークイージーが食事を提供し、生演奏を行い、ショーを見せるという手の込んだこともできた。警察はスピークイージー運営者から賄賂を贈られ、襲撃が計画されているときは客がいないようにするか、少なくとも前もって情報を流した。

### 文学

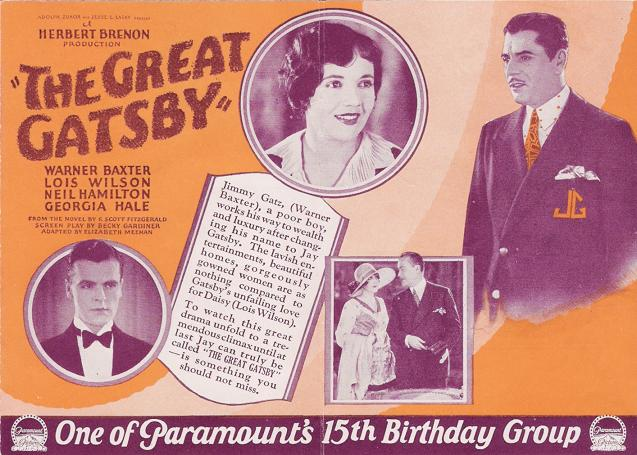
映画化された『グレート・ギャツビー』。原作小説は日本のバブル景気絶頂期の村上春樹ベストセラー小説『ノルウェイの森』の作中で度々言及される。

狂騒の20年代は文学的に創造性があった時代であり、幾人かの著名作家の作品がこの期間に現れた。D・H・ローレンスの小説、『チャタレー夫人の恋人』は、そのあからさまな性描写の故に、当時のスキャンダルとなった。
1920年代を主題とした著作には次のようなものがある。
- 『グレート・ギャツビー』、F・スコット・フィッツジェラルド著、アメリカ文学における「ジャズ・エイジ」の縮図と言われることが多い。1920年代に映画化（日本語タイトル『或る男の一生』）。
- 『西部戦線異状なし』、エーリヒ・マリア・レマルク著、第一次世界大戦の恐怖と、さらには前線から戻った多くの者が感じたドイツ市民生活からの深い孤立感を描写。
- 『楽園のこちら側』、F・スコット・フィッツジェラルド著、第一次世界大戦後の若者の生活と道徳を描写。
- 『日はまた昇る』、アーネスト・ヘミングウェイ著、1920年代にヨーロッパに国外居住したアメリカ人集団を描写。

### 大西洋単独横断飛行
1927年5月20日から21日、チャールズ・リンドバーグは、ニューヨーク州ルーズベルト飛行場（ナッソー郡ロングアイランド）からパリまで、1人かつ無着陸で大西洋を横断飛行した最初の操縦士として突然国際的な名声を勝ち得た。ドナルド・ホールが設計し、カリフォルニア州サンディエゴのライアン航空が特注した単発の飛行機スピリットオブセントルイス号を駆った。所要時間は35.5時間だった。フランス大統領のガストン・ドゥメルグはリンドバーグにレジオンドヌール勲章を授与し、アメリカ合衆国に戻ってきたときには、海軍の艦隊と飛行機がワシントンD.C.まで護衛し、カルビン・クーリッジ大統領が空軍殊勲十字章を授けた。

### スポーツ
狂騒の20年代はアメリカにおけるスポーツ勃興の10年間でもあった。国中のあらゆる所から競技場やスタディアムで競う当時のトップ・アスリートを見るために集まった。競技者の成果は当時興隆しつつあった新しい「ジー・ウィズ」（うわー！）型スポーツ・ジャーナリズムで声高く大いに誉め称えられた。この書き方の最たる者には伝説的記者グラントランド・ライスやデイモン・ラニアンがいた。

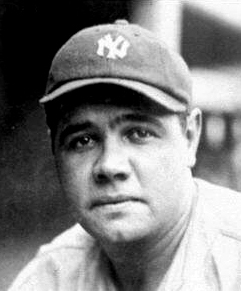
ベーブ・ルース

20年代に最も人気のあったアメリカの競技者は野球のベーブ・ルースだった。その特徴的なホームランはスポーツの歴史に新時代を画し（ライブボール時代）、その豪奢な生活は国中を魅了し、この10年間の最も知名度の高い人物の1人となった。野球ファンは1927年にルースがシーズン60本目のホームランを放ったときに夢中となった。この記録は1961年まで破られることはなかった。もう1人の将来有望なスター、ルー・ゲーリッグと共にルースはニューヨーク・ヤンキースのその後の黄金時代の基礎を築いた。
ジャック・デンプシーというバールーム・ブロール（EN）出身のボクサーがボクシングでヘビー級の世界タイトルを獲得し、当時最も祝福されたボクサーとなった。イリノイ大学のランニングバック、レッド・グレーンジや、ノートルダム大学のフットボール・プログラムを成功に導き国民的評判を呼んだコーチ、クヌート・ロックニーのような有名人が出て、カレッジフットボールがファンを虜にした。グレーンジはNFLのシカゴ・ベアーズと契約することで1920年代半ばにプロ・フットボールの発展に重要な役割を果たしもした。ビル・チルデンはテニスの競技会を完全に制し、歴史上最大のテニス選手という評判を固めた。ボビー・ジョーンズはゴルフ場での素晴らしい成功でゴルフの人気を高めた。ジャック・ニクラスが現れるまで、ジョーンズのようなスターが現れることはなかった。ルース、デンプシー、グレーンジ、ティルデンおよびジョーンズは、狂騒の20年代のスポーツ界の偶像として「ビッグ・ファイブ」と呼ばれている。

## 政治

### ウォレン・ハーディング
ウォレン・ハーディングは、彼が作った「常態に帰れ」(Return to Normalcy）という公約で出馬したが、これはその時代の3つのトレンドを反映していた。すなわち、第一次世界大戦に対する反応として新たにされた孤立主義、移民排斥主義の復活、および改革の時代における政府による積極行動主義からの方向転換だった。ハーディングはその任期を通じて「自由放任」政策を採った。1920年の大統領選挙での晩夏と秋、ハーディングの「玄関前キャンペーン」がこの国の想像力を捉えた。これは新聞で大いに取り扱われ、広くニュース映画でも放映されたことでは初めての選挙運動であり、ハーディングやその妻との写真に収まるためにオハイオ州マリオンを訪れたハリウッドやブロードウェイのスターの影響力を使った現代的選挙運動としても初めてのものだった。アル・ジョルソン、リリアン・ラッセル、ダグラス・フェアバンクスおよびメアリー・ピックフォードはオハイオ州中部に足を運んだ著名人の一部だった。実業界の象徴、トーマス・エジソン、ヘンリー・フォードおよびハーベイ・ファイアストーンも玄関前キャンペーンにその名声を貸した。選挙運動が始まった時から11月の投票日まで、60万人以上の人々がこれに参加するためにマリオンに向かった。ハーディング政権の成果で最も重大なことはワシントン海軍軍縮会議であり、世界中の軍事力を制限することになった。その任期は、ハーディングが関与していなかったと考えられるスキャンダル（ティーポット・ドーム事件）で彩られた。スキャンダルにあたって、ハーディングは「神よ、これは地獄の仕事だ」と言い、「私は敵とのトラブルは無いが、くそいまいましい友人たちが私に一晩中床を歩かせる奴らなんだ」と話した。ハーディングの任期は心臓発作による突然死で短命で終わった。ある歴史家はそのスキャンダルから来るストレスで死んだと信じている。

### カルビン・クーリッジ
カルビン・クーリッジはハーディング大統領の死後に大統領として就任した。1924年の大統領選挙でも秩序と繁栄を基本として出馬し容易に当選した。クーリッジは新しいメディアであるラジオを使い、その任期の間に数回ラジオの歴史を作った。すなわち、その就任が初めてラジオで放送され、1924年2月12日にはラジオで初めて政治的演説を配信した大統領となり、そのわずか10日後の2月22日、そのような演説をホワイトハウスから配信したことでも初めてとなった。クーリッジはハーディングの自由放任政策を継承した。外交政策では孤立主義を好んだが、将来の戦争を防止する方法としてのケロッグ・ブリアン条約には署名しなかった。

### ハーバート・フーヴァー
ハーバート・フーヴァーは1920年代最後の大統領となり、1929年に就任した。1928年には「我々のアメリカは今日、歴史上の如何なる国にも無かったような貧困に対する最終的勝利に近付いている」と述べた。フーヴァーは議論の多かったスムート・ホーリー関税法に署名して法制化し、1929年のウォール街崩壊の後始末をすることを強いられた。

### 労働組合の衰退
労働組合は戦中に急速に成長したが、製鉄、食肉加工などの産業で一連の大きなストライキに失敗した後は、長い衰退の10年間となって大半の組合を弱め、組合員数は下降し、雇員数は急速に増加した。急進的な組合主義は事実上崩壊した。これは大戦中のスパイ法や1918年扇動法という手段で連邦政府が抑圧したことが大きく働いた。主要な組合は1924年の大統領選挙で第3の政党候補者であるロバート・ラフォレットを支持した。

## カナダの政治
カナダの政治はウィリアム・ライアン・マッケンジー・キング下のカナダ自由党によって連邦政府が運営された。連邦政府はこの10年間の大半を費やして、経済から撤退し戦中と鉄道が過剰に拡張された時代に蓄積された巨額な国債を減らすことに集中した。20世紀初期の小麦経済のブームの後で、カナダの平原地帯は小麦の低価格に悩まされた。これはカナダでは初めての第3の政党であるカナダ進歩党の発展に大きな役割を果たし、1921年の国政選挙では第2党に進出した。1926年のバルフォア宣言の創設とともに、カナダは他の元イギリス植民地（自治領）と共に自治権を獲得し、イギリス連邦を創出した。

## 終結

### 暗黒の木曜日
ダウ・ジョーンズ工業株指数は何週間も高騰を続け、過熱した投機行動と相俟って、1928年から1929年の強気相場は永遠に続くとものという幻想を与えた。1929年10月29日、暗黒の火曜日とも呼ばれるこの日、ウォール街の株価が崩壊した。アメリカ合衆国におけるこの出来事は、ある者には不健全と見えていたその経済システムに対する最後の衝撃であり、世界恐慌と呼ばれる世界的な不況に繋がり、1930年代を通じて資本主義世界の何百万という人々から職を奪った。

### 禁酒法の撤廃
1933年2月20日に提案されたアメリカ合衆国憲法修正第21条は同第18条を撤廃した。アルコールを合法にするという選択は各州に任され、多くの州は即座にこの機会を利用してアルコールを許可した。